# Golfin
Golfin – wieś w Rumunii, w okręgu Dolj, w gminie Robănești. W 2011 roku liczyła 663 mieszkańców.